# Hollestelle

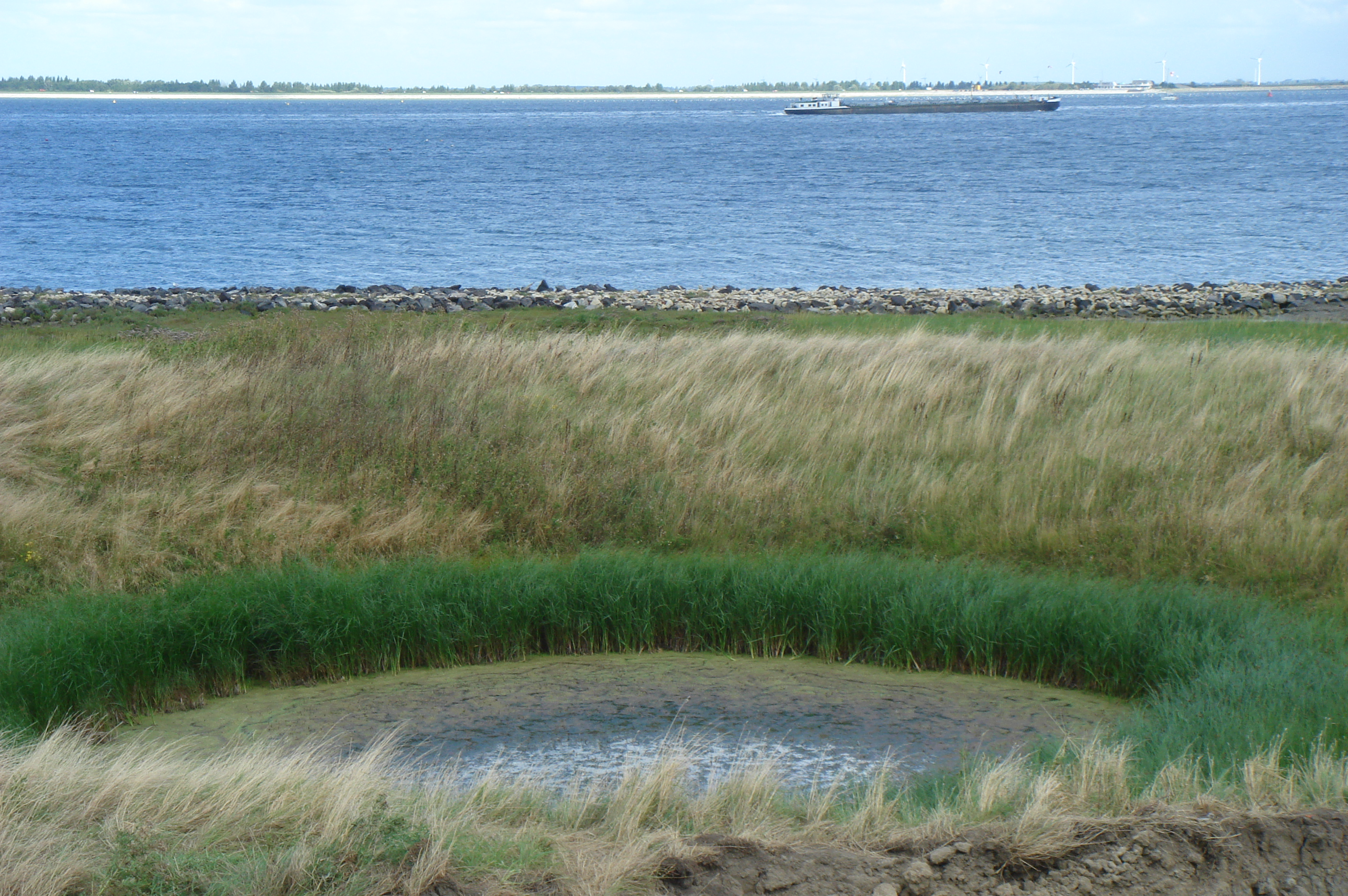
Bruinisser Stelberg bij Sint Philipsland, 2009

Een hollestelle is een kunstmatige drinkput die gelegen is binnen een ringwal. De meeste hollestelles werden buitendijks aangelegd, hoewel ze door inpoldering inmiddels ook binnendijks kunnen liggen. Ze werden in principe op de kwelders aangelegd als drinkput voor schapen. Ook kon de herder (stellenaar) zich hier met zijn schapen terugtrekken bij hoog water. Een bekende hollestelle en de enige die nog buitendijks ligt is de Bruinisser Stelberg op Sint Philipsland.
Aan de Waddenzee wordt een hollestelle een dobbe genoemd.